# Castelnaud-la-Chapelle
Castelnaud-la-Chapelle è un comune francese di 454 abitanti situato nel dipartimento della Dordogna nella regione della Nuova Aquitania.
L'abitato è dominato dalla fortezza medievale omonima. Sempre sul territorio comunale insiste il cinquecentesco Castello des Milandes, noto anche per essere stato la residenza di Joséphine Baker.

## Società

### Evoluzione demografica
Abitanti censiti